# Серапион (Машкин)
Архимандри́т Серапио́н (в миру Влади́мир Миха́йлович Машки́н; 29 марта (10 апреля) 1854 — 20 февраля (5 марта) 1905) — русский богослов и философ, система христианской философии которого стала одной из опор творчества раннего Павла Флоренского.

## Биография
Происходил из дворянской семьи, воспитывался в имении отца в с. Беляево Дмитриевского уезда Курской губернии, а с 1866 года в Петербурге. В 1868—1874 годах обучался в Морском училище. Начал военную службу, но уже в 1876 году вышел в отставку мичманом. В 1877 году поступил вольнослушателем естественного отделения физико-математического факультета Санкт-Петербургского университета. Посещал лекции по философии Владимира Соловьёва.
В 1881 году был арестован в рамках дела об убийстве императора Александра II, его связь с народовольцами установлена не была, и он был быстро отпущен. Это стало причиной нервного срыва. Он оставил университет и несколько месяцев провёл в кутежах, а затем в 1882—1884 годах лечился в клиниках Москвы и Петербурга. Страдал галлюцинациями и нервными припадками.
После лечения вернулся в имение отца и вскоре по совету духовника отправился на Афон, где стал послушником Пантелеимонова монастыря. Пробыл там до 1889 года, когда рецидив болезни заставил его вернуться на родину. В 1892 году поступил в Московскую духовную академию и в октябре этого года принял монашеский постриг. В 1896 году окончил обучение со степенью кандидата богословия (выпускное сочинение «О нравственной достоверности»).
В 1897 году был назначен настоятелем Знаменского монастыря в Москве, в 1898 году возведён в сан архимандрита. В 1898 году подготовил магистерскую диссертацию на тему «Опыт системы христианской философии» (известна также под названием «Опыт системы Учения и Дела Иисуса Христа»). Она была возвращена ему на доработку, что уязвило его, это повлекло возвращение к алкоголизму. Во время одного из запоев в 1900 году Серапион не встретил посетившего Знаменский монастырь императора Николая II, за что был уволен от должности и отправлен на покой в Оптину пустынь, где скончался в 1905 году.
Серапион занимал позиции крайнего церковного и политического радикализма:
- упрекал церковь в ереси цезаропапизма;
- отказывался совершать богослужения, когда в храме находилась полиция;
- считал образцом общественного активизма деятельность священника Георгия Гапона, которого называл мучеником за истину;
- оправдывал, ссылаясь на библейские прецеденты, практику тайных политических убийств;
- называл Русско-японскую войну небогоугодной, так как считал Японию нравственно выше России, направил Иоанну Кронштадтскому вызов на диспут по этой теме, который остался без ответа;
- поддерживал принципы Великой французской революции и одновременно защищал христианскую теократию в форме афонской монашеской республики[2].